# Битва при Бьельбу
Битва при Бьельбу — сражение, произошедшее в 1169 году (по некоторым источникам в 1170 или 1173) на местности, называемой Блодсокрарна, к югу от Бьельбу, в Эстергётланде.
Битве предшествовало убийство короля Карла Сверкерссона, старшего сына Сверкера I, весной 1167 года. Он был убит в замке Нес на острове Висингсё сыном Эрика Святого Кнутом, который позже занял престол. У убитого были два брата (по другим источникам — племянник и дядя), Коль и Бурислев, которые претендовали на шведский престола, равно как и убийца короля Кнут Эрикссон.
Битва была решающим сражением между правителем Вестергётланда Кнутом Эрикссоном из Дома Эриков и братьями Колем и Бурислевом из Дома Сверкеров, совместно правившими в Эстергётланде. Согласно источнику-копии 1300-х годов, Коль пал в битве. Иоханнес Мессениус утверждает то же самое о Бурислеве. Однако исторические источники Швеции 1100-х годов считаются несколько неопредёленными с большими пробелами и противоречивой информацией. Один из якобы убитых претендентов на трон выжил как епископ Коль, который умер в Иерусалиме в 1196 году.